# Opula chopardi
Opula chopardi är en fjärilsart som beskrevs av Pierre E.L. Viette 1954. Opula chopardi ingår i släktet Opula och familjen Thyrididae. Inga underarter finns listade i Catalogue of Life.